# Kenneth Medwood
Kenneth Nathaniel Medwood (Belize City, 14 dicembre 1987) è un ex ostacolista beliziano.

## Biografia
Cresciuto a Los Angeles, sin dalle scuole superiori è stato interessato all'atletica leggera, vincendo alcuni titoli nel salto in alto, e allo sport in generale, praticando il tennis e il basket. Al college in East Los Angeles ha approfondito la corsa ad ostacoli e proseguito nella carriera sportiva all'Università di California a Long Beach.
A livello internazionale, dal 2010 ha gareggiato per il Belize, disputando la gara dei 400 metri ostacoli a Mayagüez nel corso dei XXI Giochi centramericani e caraibici. Fino al 2014 ha ha collezionato notevoli successi nei campionati regionali centroamericani. Nel 2012 è stato portabandiera della delegazione beliziana nel corso della cerimonia d'apertura dei Giochi olimpici di Londra 2012, manifestazione in cui ha gareggiato nei 400 metri ostacoli avanzando fino alle semifinali.

## Palmarès
| Anno | Manifestazione             | Sede        | Evento   | Risultato  | Prestazione | Note |
| ---- | -------------------------- | ----------- | -------- | ---------- | ----------- | ---- |
| 2010 | Giochi CAC                 | Mayagüez    | 400 m hs | 5º         | 51"08       |      |
| 2011 | Campionati centroamericani | San José    | 400 m hs | Oro        | 51"42       |      |
| 2011 | Campionati centroamericani | San José    | 4×400 m  | Bronzo     | 3'22"40     |      |
| 2011 | Mondiali                   | Taegu       | 400 m hs | Batteria   | 51"19       |      |
| 2011 | Giochi panamericani        | Guadalajara | 400 m hs | Batteria   | 51"90       |      |
| 2011 | Giochi panamericani        | Guadalajara | 4×100 m  | Semifinale | dnf         |      |
| 2011 | Giochi panamericani        | Guadalajara | 4×400 m  | Semifinale | dnf         |      |
| 2012 | Campionati centroamericani | Managua     | 400 m hs | Oro        | 49"81       |      |
| 2012 | Campionati centroamericani | Managua     | 4×400 m  | Argento    | 3'19"33     |      |
| 2012 | Giochi olimpici            | Londra      | 400 m hs | Semifinale | 49"87       |      |
| 2013 | Giochi centramericani      | San José    | 400 m hs | Oro        | 51"14       |      |
| 2013 | Giochi centramericani      | San José    | 4×100 m  | 4º         | 42"94       |      |
| 2013 | Campionati centroamericani | Managua     | 400 m hs | Oro        | 51"42       |      |
| 2013 | Campionati centroamericani | Managua     | 4×400 m  | Bronzo     | 3'18"13     |      |
| 2014 | Campionati centroamericani | Tegucigalpa | 400 m hs | Argento    | 51"16       |      |